# العلاج المناعي المنشط
العلاج المناعي المنشط، هو علاج يعمل على تنبيه الجهاز المناعي للمضيف أو على تحريض استجابة مناعية محددة لديه تجاه مرض أو عامل ممرض ما، ويشيع استخدام هذا النمط في علاج السرطان. يستخدم العلاج المناعي المنشط أيضًا في علاج الاضطرابات العصبية، وكمثال على ذلك نذكر الأمراض التالية: مرض آلزهايمر ومرض باركنسون والأمراض البريونية والتصلب المتعدد. تحرض العلاجات المناعية المنشطة استجابة مناعية عبر التنبيه المباشر للجهاز المناعي، وتصنف العلاجات المناعية التي تضخ الأجسام المضادة مباشرةً في الجسم على أنها علاجات مناعية لا فاعلة. يمكن للعلاجات المناعية المنشطة أن تثير استجابات مناعية عامة أو نوعية اعتمادًا على الغاية من العلاج. وبناءً على ذلك ينقسم العلاج المناعي المنشط إلى:
- علاج مناعي منشط غير نوعي: يحرض استجابة مناعية عامة باستخدام السيتوكينات وجزيئات التأشير الخلوي الأخرى.[6]
- علاج مناعي منشط نوعي: يولد استجابة مناعية متواسطة بالخلايا والأجسام المضادة تجاه مستضدات محددة تحملها الخلايا السرطانية. يستخدم اللقاح عادةً في هذا النمط من العلاج.

يصنف العلاج المناعي المنشط ضمن العلاجات المناعية المنبهة، وهي أحد فئات العلاج المناعي التي تعمل على تحريض الجهاز المناعي على عكس العلاجات المناعية المثبطة التي تعمل على كبت الجهاز المناعي.

## علاج مناعي منشط غير نوعي
يهدف العلاج المناعي المنشط غير النوعي إلى القضاء على الخلايا والعوامل الممرضة الخبيثة الموجودة لدى المضيف. ينبه هذا العلاج الجهاز المناعي بشكل عام بدلًا من استهداف نوع معين من الخلايا -كالخلايا السرطانية مثلًا. يعمل هذا النهج غير النوعي على توليد استجابة مناعية قوية تؤدي في النهاية إلى القضاء على الخلايا الخبيثة باستخدام العوامل المنظمة للمناعة –كالسيتوكينات مثلًا.

### السيتوكينات
تقوم العوامل المنظمة للمناعة التي تنتجها مختلف الخلايا المناعية بتعديل استجابة الجهاز المناعي. يشمل ذلك العوامل والمؤشرات التالية:
| الفئة         | الأمثلة                                                        |
| السيتوكينات   | الغلوبولينات المناعية- الإنتروفيرونات- عامل النخر الورمي.      |
| الكيموكينات   | كيموكينات ألفا- كيموكينات بيتا- كيموكينات دلتا- كيموكينات غاما |
| الإنترلوكينات | إنترولوكين 2- إنترولوكين 7- 1 إنترولوكين 10- 1 إنترولوكين 12.  |

### لقاح عصية كالميت غيران
استخدمت عصية كالميت غيران على هيئة لقاح ضد السل والمتفطرات وسرطانات مختلفة باعتبارها منبه أولي للجهاز المناعي. تظهر الآثار المناعية المضادة للورم من خلال الإنتان بالعصيات والاستجابة المناعية التي تتولد لدى المضيف ضد خلايا الورم. يعتبر سرطان المثانة أكثر السرطانات التي تضع عصيات كالميت غيران ضمن خطوطها العلاجية. يؤدي التنشيط المناعي الذي يتولد بعد حقن اللقاح إلى رفع مستوى التعرف والقضاء على الخلايا الخبيثة.

## علاج مناعي منشط نوعي
يقدم العلاج المناعي المنشط النوعي مستضد محدد؛ إذ يسمح العلاج بإنشاء استجابة مناعية نوعية للمستضد لدى المضيف. يحدث ذلك عبر أحد أو كلا السبل التالية: تطوير أجسام مضادة خاصة أو زيادة استجابة الخلايا تي القاتلة الموجهة إلى العامل الممرض المعني أو الخلية الورمية الخبيثة – عند علاج السرطان مثلًا.

### العلاج باللقاح
العلاج باللقاح هو أحد أنواع العلاجات المناعية المنشطة النوعية. يعمل اللقاح على توليد استجابة مناعية نوعية كتطوير أجسام مضادة خاصة أو تحريض موجه للخلايا اللمفاوية تي القاتلة. تعتبر المستضدات الورمية الهدف الرئيسي لهذا النمط من العلاج. قد تكون المستضدات التي تنتجها الخلايا الورمية مشتركة بين المرضى الذين يعانون من نفس النوع من السرطان أو نوعية بحيث يملك كل مريض مستضدات مختلفة. تعتبر المستضدات الورمية هدفًا للقاح بسبب نوعيتها العالية للخلايا الورمية الخبيثة.